# سیارک ۱۰۷۴۵
سیارک ۱۰۷۴۵ (به انگلیسی: 10745 Arnstadt، نامگذاری:1989AK6) ده هزار و هفتصد و چهل و پنجمین سیارک کشف شده‌است که در ۱۱ ژانویه ۱۹۸۹ کشف شد.
قدر مطلق سیارک برابر ۱۴٫۰۰ است.